# 咖啡山
咖啡山（英殖民统治时期：Weld Hill），是一座位於马来西亚吉隆坡金三角的小山丘，海拔約94（308英尺），有吉隆坡市中心内仅存的原始热带雨林。吉隆坡的著名地標吉隆坡塔（KL Tower）就位於山頂上。

## 名稱由來
咖啡山是华人对Bukit Nanas的称呼。馬來名稱「Bukit Nanas」原意為「黄梨山」，也有譯作武吉那那。据说该地原名为「Bukit Gombak」（鹅唛山），在雪蘭莪內戰期間，传说免打粦人（Mandailings）為抵禦敵人而在山坡上種滿帶刺的黄梨，故之后被马来人称作黄梨山。雪兰莪内战结束后，1874年英国接手管理雪兰莪，旋即被英殖民政府命名为「Weld Hill」（威路山），以纪念海峡殖民地总督威路爵士（Sir Frederick Weld）。
至于华人称呼「咖啡山」的由来，源自于英國人曾在此種植咖啡。1882年，英国种植园主希尔（Thomas Heslop Hill）和他的合伙人拉斯伯恩（Ambrose B. Rathborne），在此山开设了吉隆坡首座有规模的咖啡种植园。到了1896年他们已经拥有了五座咖啡种植园。

## 景点

### 吉隆坡森林生态公园

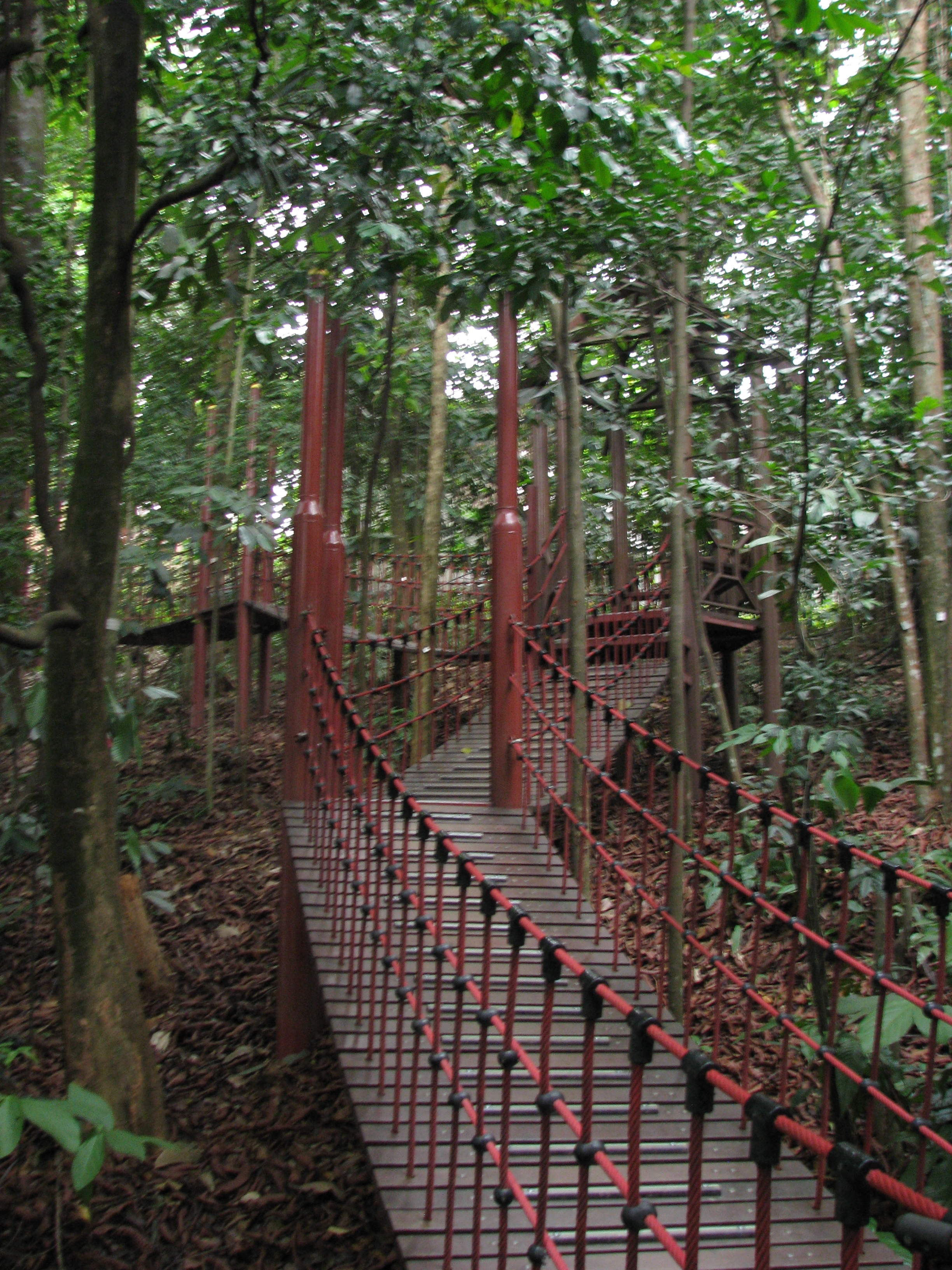
咖啡山森林保留地的吊橋

咖啡山是目前吉隆坡市中心唯一保有原始熱帶雨林的地區，属于吉隆坡森林生态公园（KL Forest Eco Park）的一部分。咖啡山早在1906年就已被政府憲報為永久森林保留地，也是马来西亚半岛最早的森林保留地，当时的土地面积达17.5公頃（43英畝），目前则缩减至9.3公頃（23英畝）。一开始被称为威路山森林保留地（Hutan Simpan Bukit Weld），后来更名为咖啡山森林保留地（Hutan Simpan Bukit Nanas）以及现今的吉隆坡森林生态公园（Taman Eko Rimba Kuala Lumpur）。
吉隆坡森林生态公园位于安邦路与拉惹朱兰路（Jalan Raja Chulan）交界处，是市中心钢骨水泥森林的“绿肺”，园区里栽种了各种珍稀的植物和花卉，其中包括攀藤植物、蕨类植物和罕见的草药等。巨型的热带树木如红木（Meranti）和龙脑香木（Keruing）也可在此找到。园区内有不少条步道也以树木来命名，其中包括沉香路（Jalan Aquilaria）、肉豆蔻小路（Denai Penarahan）、坡垒小径（Trek Hopea）等。园区內常見的動物则有猴子、松鼠及其他小型的爬蟲類、哺乳類與鳥類 。在1970年代，曾在山坡上建有一條纜車通往咖啡山山頂，當時人民可以乘坐纜車，從高空鳥瞰吉隆坡熱帶雨林的面貌，該纜車在80年代已停止營運。為了開發觀光業，目前吉隆坡市政府有打算重新發展這項纜車服務。
此外，园区内也设有厕所、露营场地、吊桥、休闲亭等设施。游客可通过三种方法进入园区，第一为进入位于拉惹朱兰路的联邦直辖区森林局资讯中心，使用梯阶组成的步道，往上爬，第二是搭乘机动车辆至吉隆坡塔后在供旅游巴士停放的停车场的转角处进入，又或者使用靠近吉隆坡塔大门入口处的左侧进入。从森林局资讯中心进入的话，游客可以看见野胡姬园、草药园和植物园山径的景观。
根据森林局官员南拉指出，森林局每年都会开放让各所学校申请，以先到先得的方式进入园区举办生活营，并提供扎营配备、场地、每天三餐（若要烧烤需另行付费）等设备。园区开放时间为每日早上7时至傍晚6时，入场免费。

### 吉隆坡塔
吉隆坡塔（KL Tower）位於咖啡山頂上，主要作為通訊塔用途，並開放供遊客參觀，與鄰近的雙峰塔同為吉隆坡的地標及象徵。塔高421（1,381英尺），1995年建成時是當時世界第四高塔，截至2020年年已退居第七，不过仍然是东南亚最高塔。塔上設有瞭望台與旋轉餐廳。

### 周边古蹟
在英殖民時期，英國人在此設立了不少的學校與教堂，包括咖啡山姑娘堂學校（Convent Bukit Nanas）、聖安德魯長老教會（St Andrew's Presbyterian Church）、聖約翰國民中學（St John's Institution）和聖若望主教座堂（St. John's Cathedral）。其中于2007年聖約翰國中目前被馬來西亞教育部評鑑為“卓越學校”（Cluster School），及國家文物遗产。该学府自1904创立以来培育了馬來西亞許多的精英，其中包括国防部高级部长希山慕丁·胡先、雪兰莪苏丹苏丹沙拉弗丁和银行家洁蒂·阿兹等。
2015年咖啡山进行斜坡修葺工程时，意外发现了一条10公尺长的地道。后经鉴定此地道为雪蘭莪內戰期间由免打粦人（Mandailings）所挖掘，他们将这条狭窄的地道用以运输武器和食物，以及用作突袭和逃生通道。

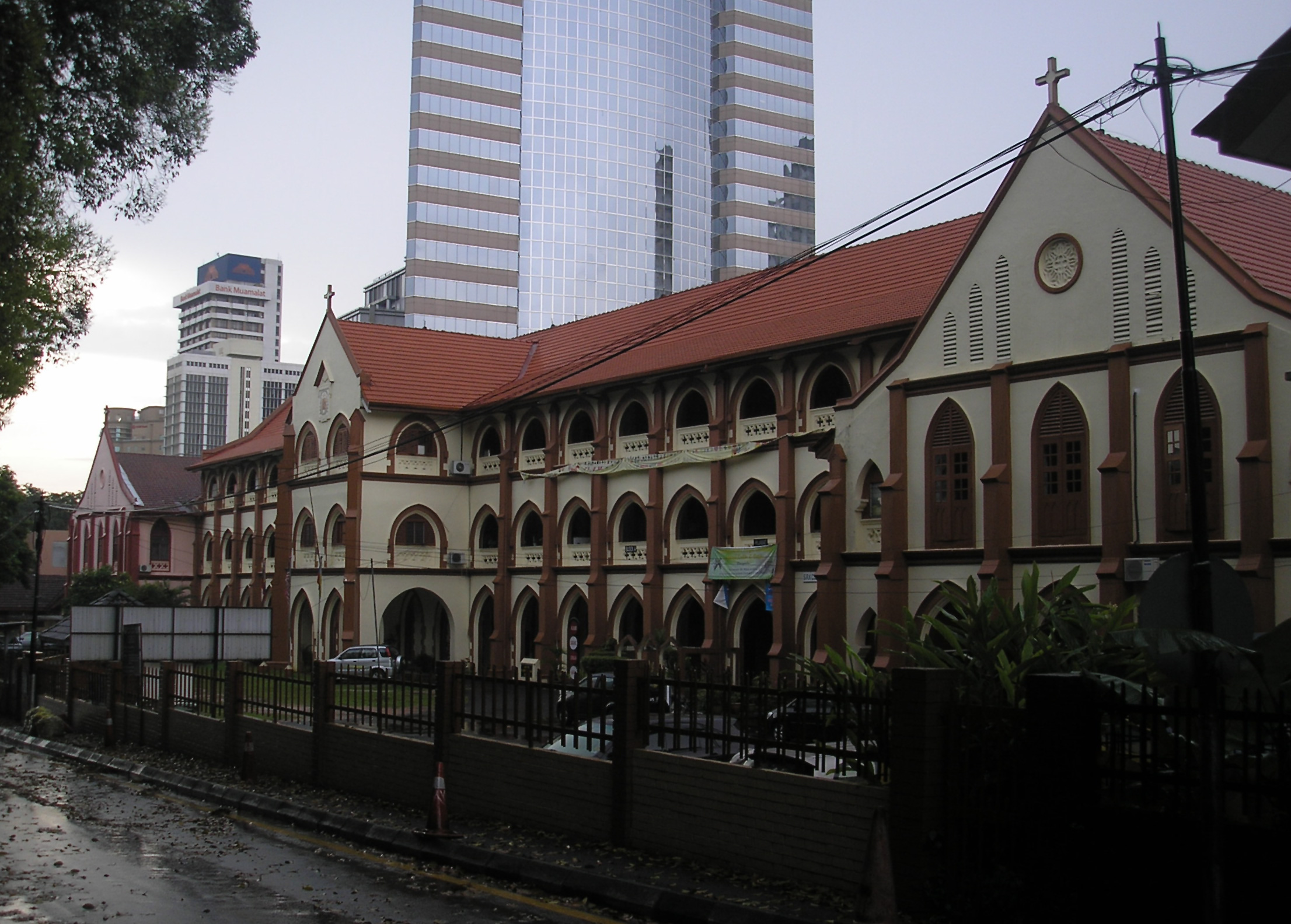
咖啡山姑娘堂學校的校舍。
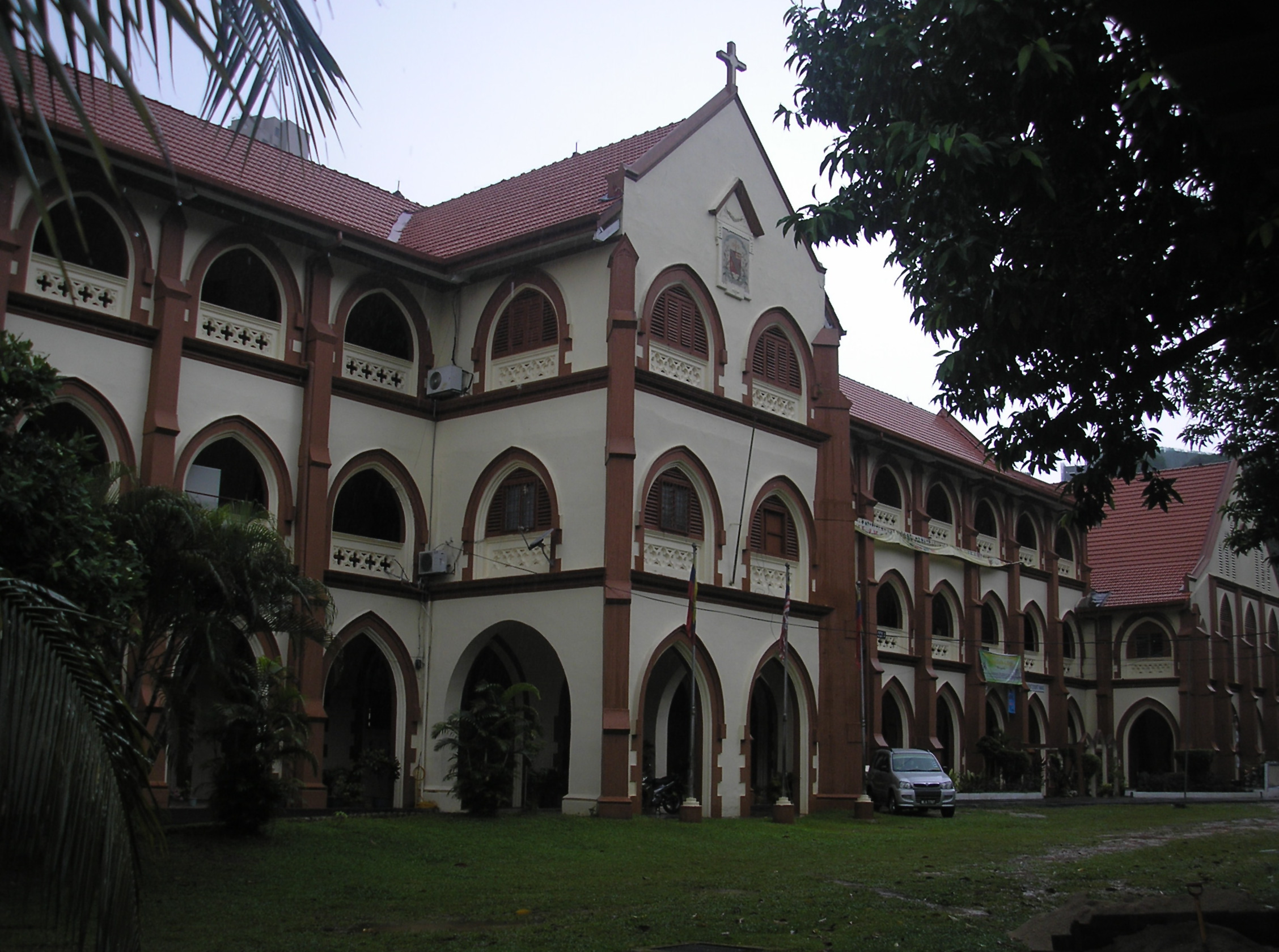
咖啡山姑娘堂學校擁有濃濃的英式風味。
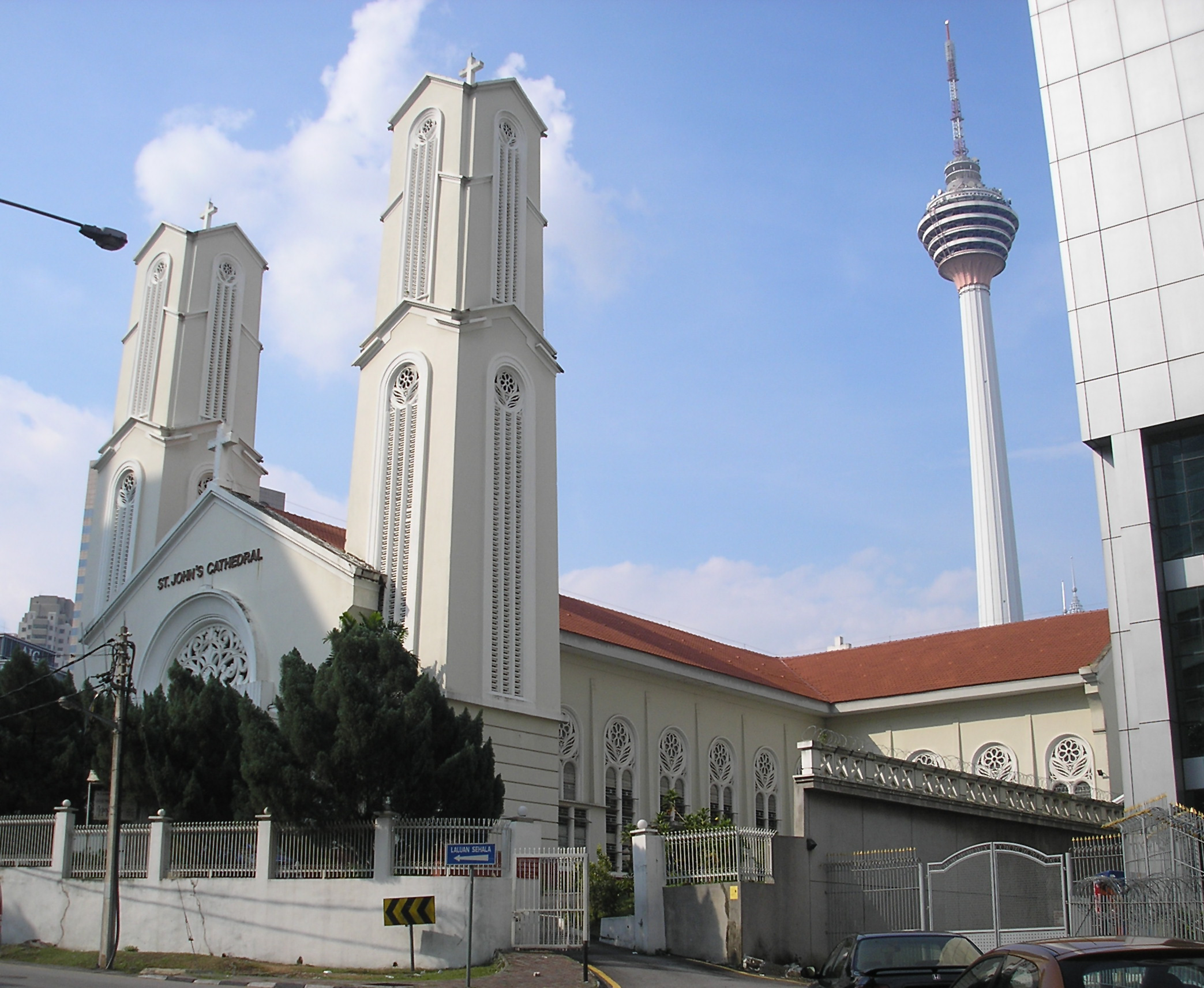
聖若望主教座堂是天主教吉隆坡總教區的總堂。
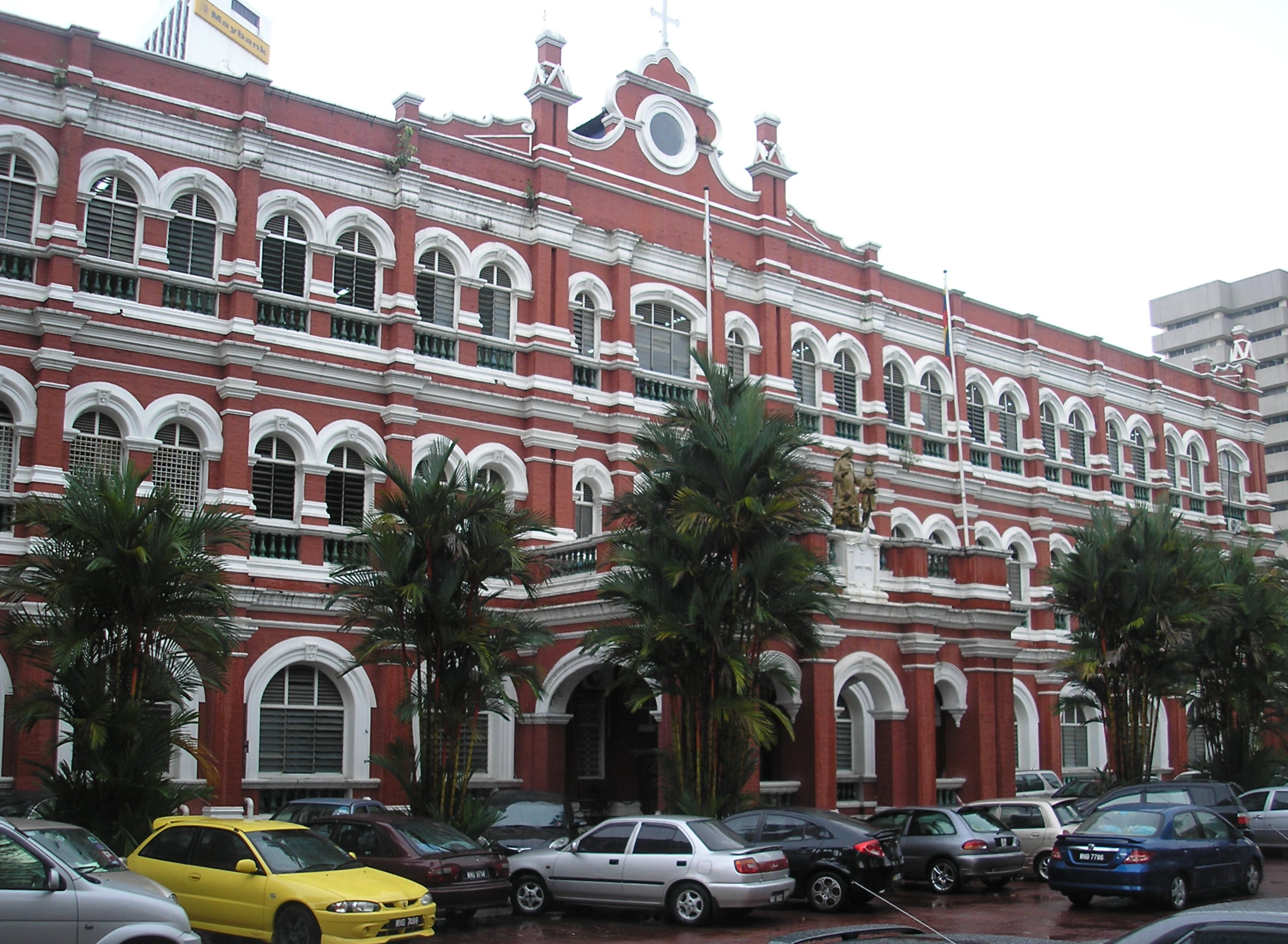
聖約翰國中的校舍。
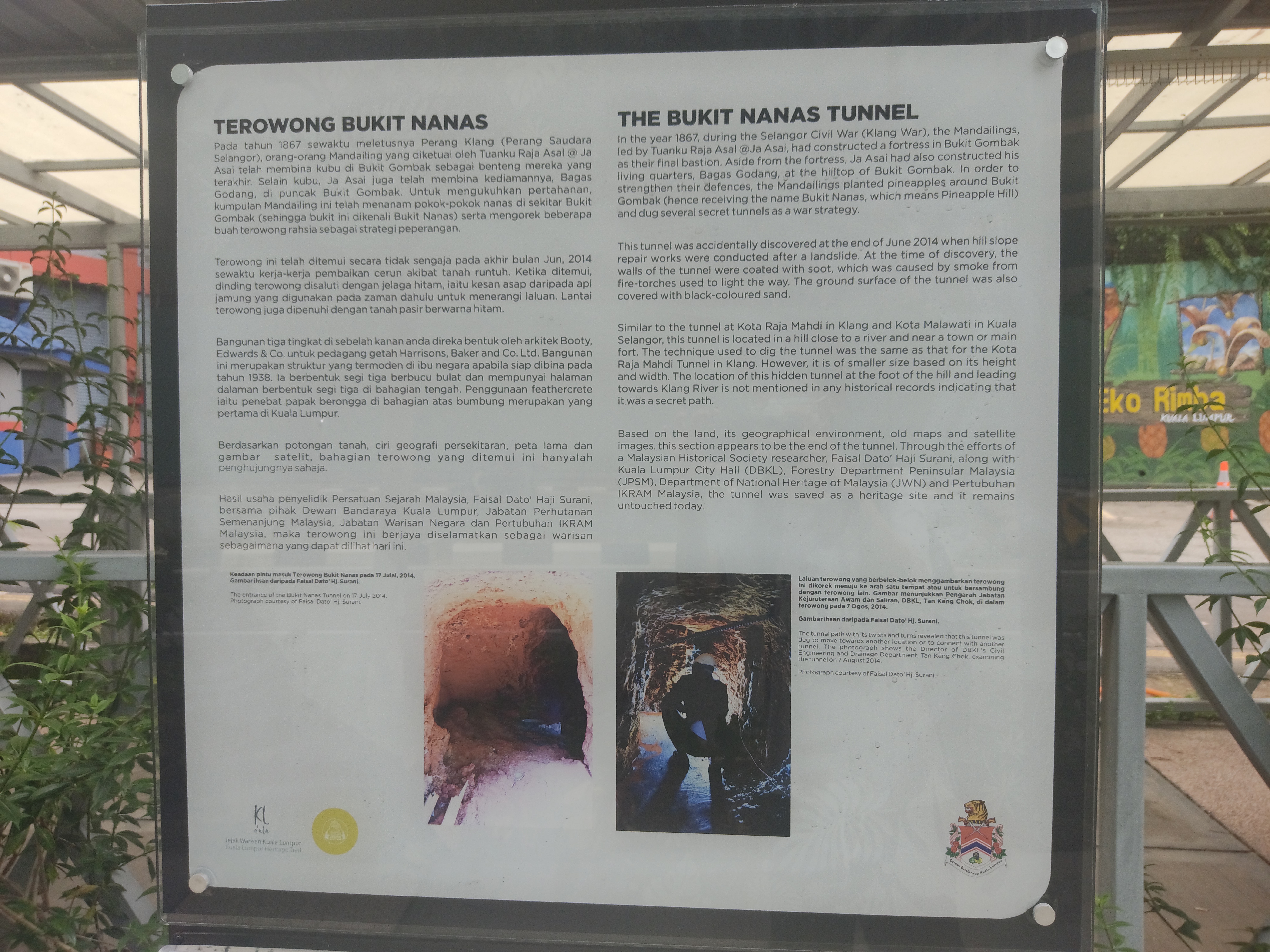
介绍咖啡山地道历史的告示板。

## 公共交通

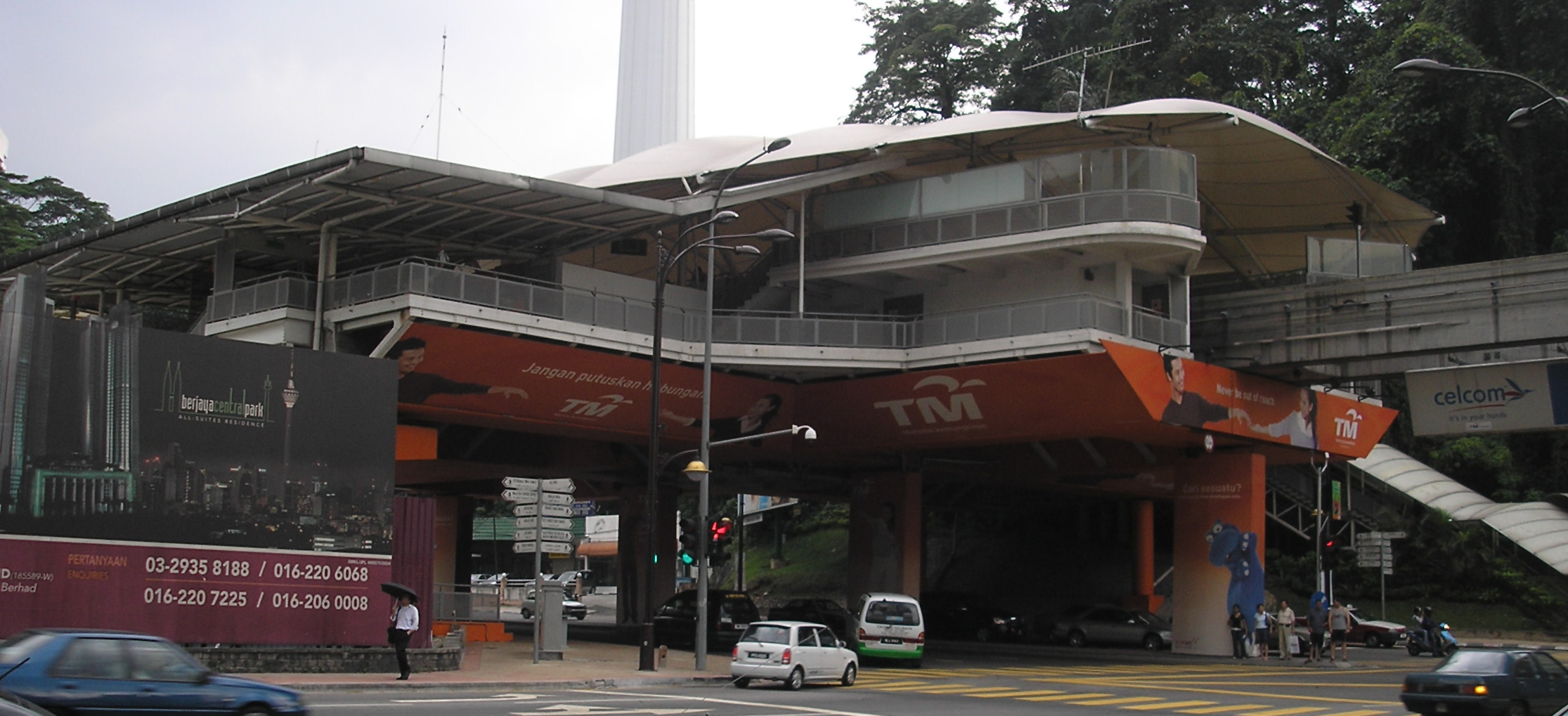
咖啡山站位於咖啡山的山腳下。

最方便前往咖啡山的交通工具為搭乘8 吉隆坡單軌列車 至咖啡山站。
| 車站編號 | 車站名称 | 原文名      | 车站服务         |
| -------- | -------- | ----------- | ---------------- |
| MR08     | 咖啡山站 | Bukit Nanas | 8 吉隆坡單軌列車 |

## 政治
武吉免登属于以其命名的武吉免登国会议席，该议席在马来西亚下议院的代表为来自希盟行动党的方贵伦。咖啡山也是武吉免登国席的其中一个投票区，2016年时共有1,333名选民。咖啡山在1969年时也曾经是雪兰莪州议会的其中一个州议席（隶属于雪兰莪州的武吉免登国席），涵盖现今的武吉免登、半山芭和吉隆坡城中城（当时为雪兰莪跑马场）等区域。